# Recursos propios
Los recursos propios o patrimonio (los nombres varían dependiendo la legislación en cada país) son las aportaciones que realizan los socios de una empresa, que constituyen el capital de la empresa, más las reservas acumuladas y los beneficios obtenidos que no han sido repartidos. Son recursos permanentes que sirven para financiar el activo fijo (no corriente) de la empresa y el fondo de rotación. Estos recursos no tienen que ser devueltos, salvo en caso de disolución que la empresa deberá devolver a los accionistas el capital aportado.
Por recursos propios también se pueden entender aquellos recursos que la empresa genera durante el desarrollo de su actividad. Estos recursos los puede generar mediante el beneficio y también mediante los excedentes monetarios de las liquidaciones de activos obsoletos y no funcionales.
En una empresa cuanto mayor sean sus recursos propios, menor tendrá que ser su financiación ajena, por lo que la empresa tendrá menos deudas financieras. En esta situación el riesgo financiero de la empresa se reduce.
En las nuevas y pequeñas empresas frecuentemente se recurre a los préstamos que el empresario y los socios hacen a la empresa. Con estas aportaciones se opera como si fuesen recursos propios.

## Contabilización

### España
En el ámbito contable, la financiación propia se recoge en el grupo 1 del Plan General de Contabilidad. Comprende el patrimonio neto y la financiación ajena de la empresa. Los subgrupos que hablan específicamente de la financiación propia son el 10 y 11